# Col de Péguère
Le col de Péguère, appelé Mur de Péguère depuis le passage du Tour de France, est un col routier pyrénéen du massif de l'Arize, situé à la limite des territoires communaux de Boussenac et de Sentenac-de-Sérou, en Ariège.

## Géographie
Situé à 1 376 m d'altitude, le col de Péguère est accessible après une montée de 3,6 km à partir du col des Caougnous (947 m) par la D17. Ce dernier se situe à Boussenac sur la route du col de Port depuis Massat (D618). L'ascension est particulièrement difficile en raison de la pente moyenne de 11 %, comprenant notamment deux courtes portions à 16 et 18 % sur le versant grimpé depuis Massat.
Sur la route des crêtes du massif de l'Arize, véritable belvédère naturel, il jouit d'un point de vue panoramique vers les massifs du Montcalm et du Couserans au sud, le massif du Plantaurel ainsi que la plaine du piémont pyrénéen au nord. Une table d'orientation y est d'ailleurs installée.

## Économie
Une activité pastorale est présente sur de grandes estives, tout le long de la ligne de crête.

## Cyclisme
L'épreuve aurait dû passer le col lors de la 13e étape du Tour de France 1973 mais Luis Ocaña, après un Tour très difficile, a convaincu les organisateurs de ne pas passer par le col de Péguère à cause de la descente trop dangereuse. Ce n'est que 39 ans plus tard que le Tour passe par le col.
Le Mur de Péguère a été franchi pour la première fois par les coureurs du Tour de France lors de la 14e étape de l'édition 2012, le 15 juillet. Il était classé en 1re catégorie. C'est le Français Sandy Casar qui est passé en tête. Quinze minutes plus tard, le passage du peloton a été marqué par de multiples crevaisons provoquées par des punaises et clous jetés volontairement sur la chaussée.
Il a été au programme de la 13e étape du Tour de France 2017 sur son versant sud. C'est le Français Warren Barguil qui l'a franchi en tête, avant de s'imposer à Foix au sprint face à Alberto Contador, Mikel Landa et Nairo Quintana.
Lors de la 15e étape du Tour de France 2019, outre les points de la montagne, les trois premiers à franchir le col, situé au km 147, ont bénéficié de bonifications de 8, 5 et 2 secondes.
Il est franchi lors de la 16e étape du Tour de France 2022 entre Carcassonne et Foix, avec un passage en tête du Canadien Hugo Houle, qui s'impose ensuite sur la ligne d'arrivée.
| Année | Étape | Catégorie | 1er au sommet  |
| ----- | ----- | --------- | -------------- |
| 2022  | 16e   | 1         | Hugo Houle     |
| 2019  | 15e   | 1         | Simon Geschke  |
| 2017  | 13e   | 1         | Warren Barguil |
| 2012  | 14e   | 1         | Sandy Casar    |

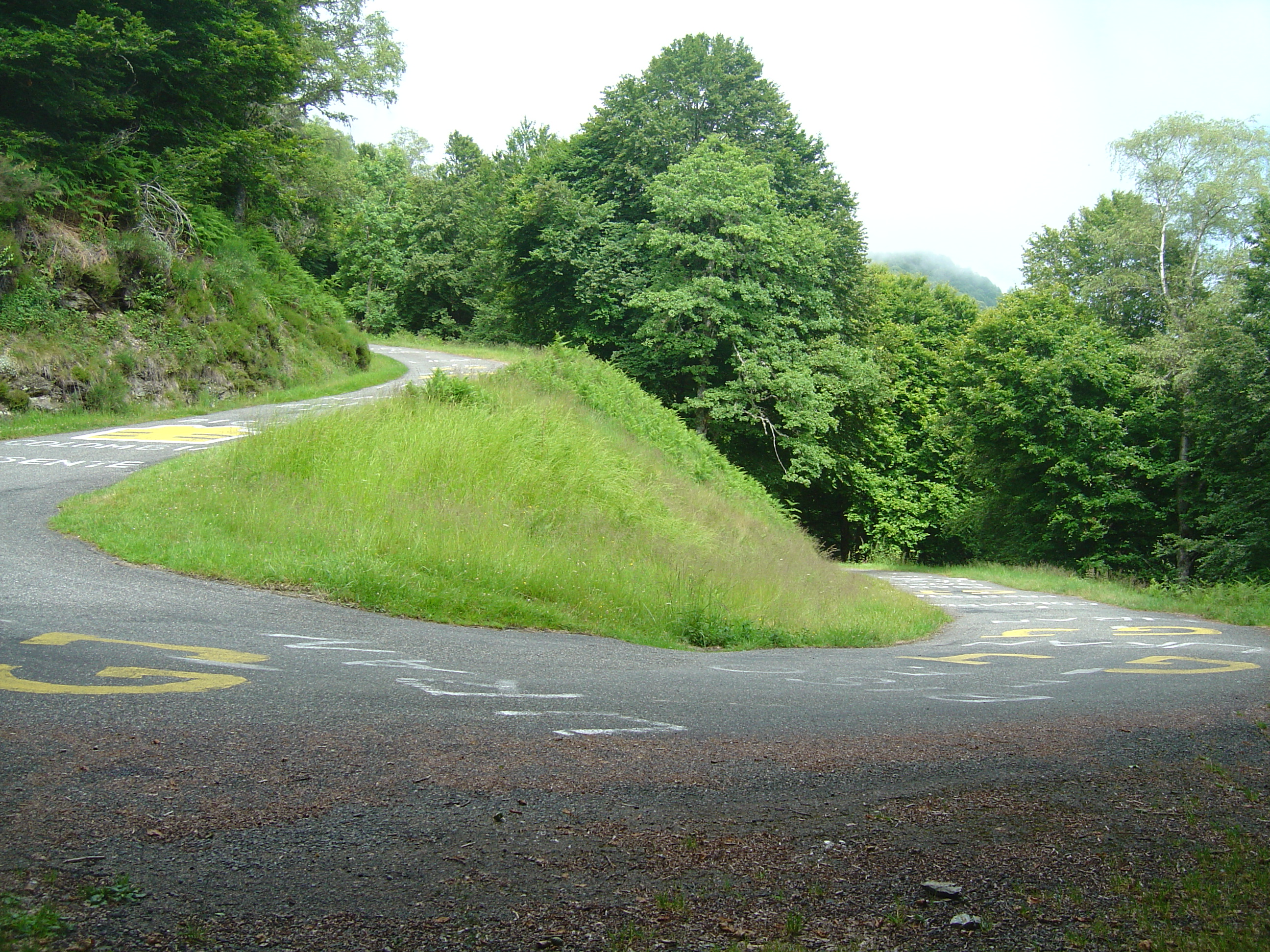
Ascension du col de Péguère par le « mur » en venant du col des Caugnous. La seconde et dernière épingle (1 333 ou 1 334 m) à 480 m en contrebas du col.
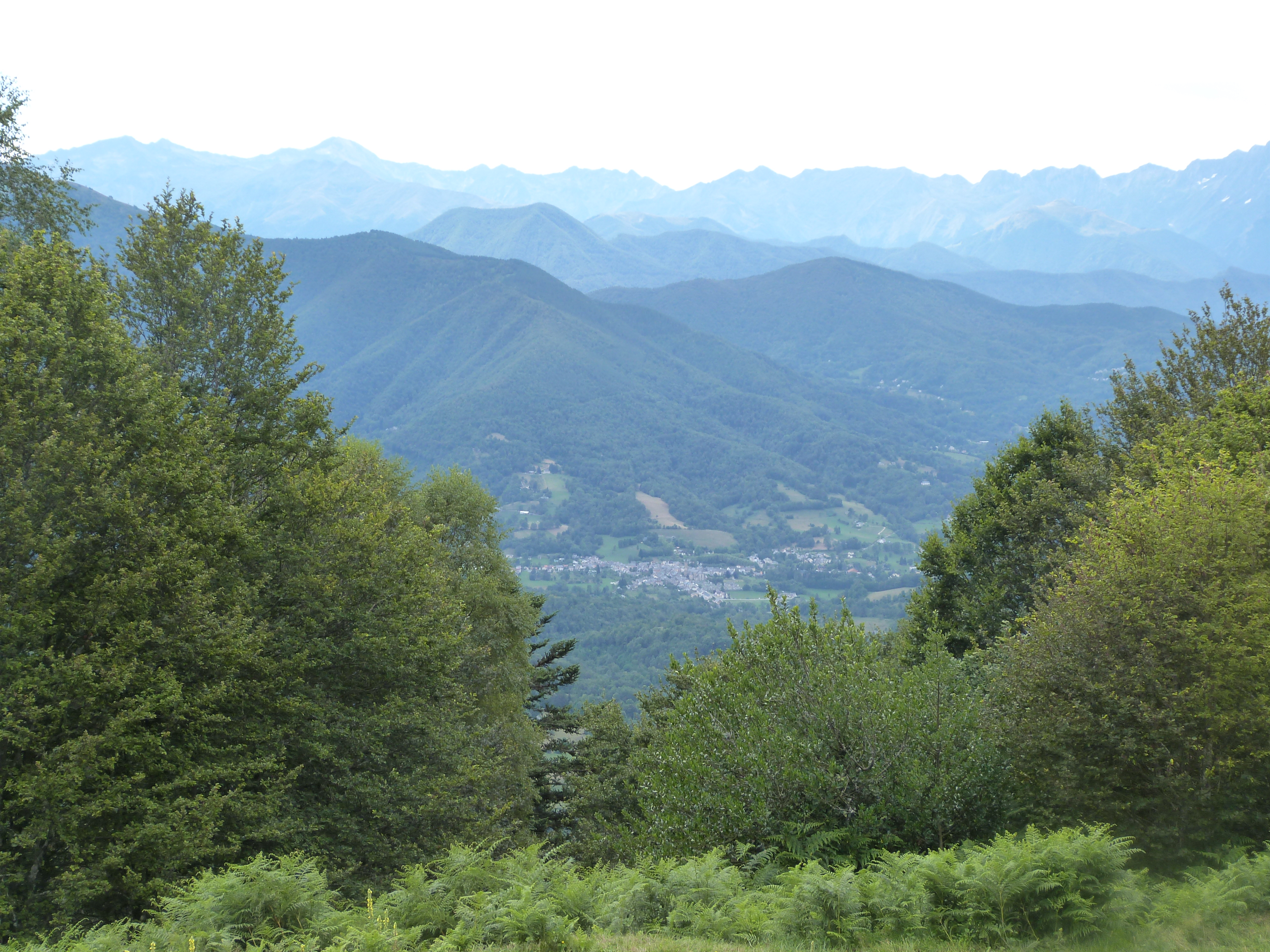
Vue de Massat depuis le col.
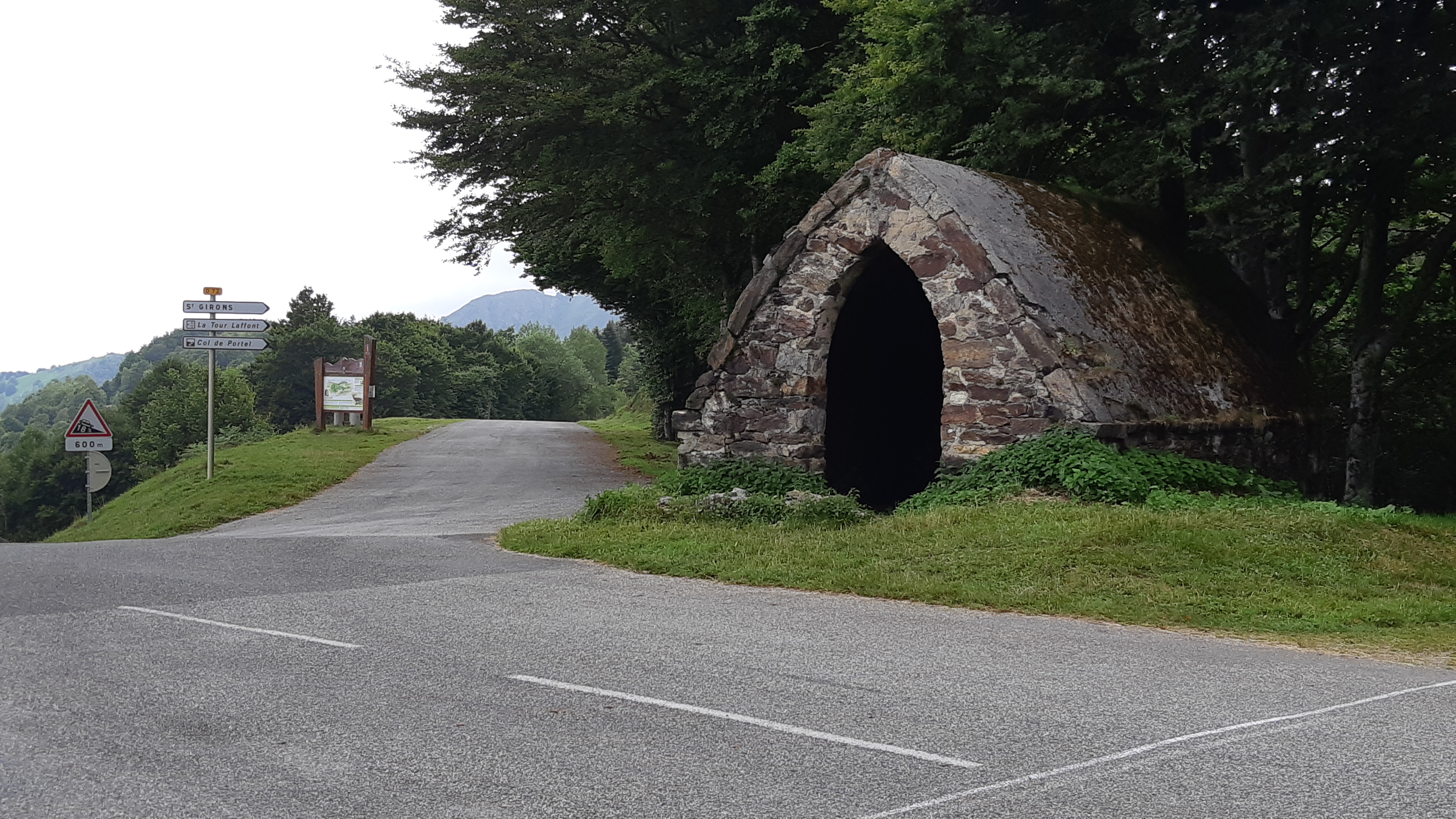
Col de Péguère : abri pastoral et début de la route des Crêtes conduisant au col de Portel.
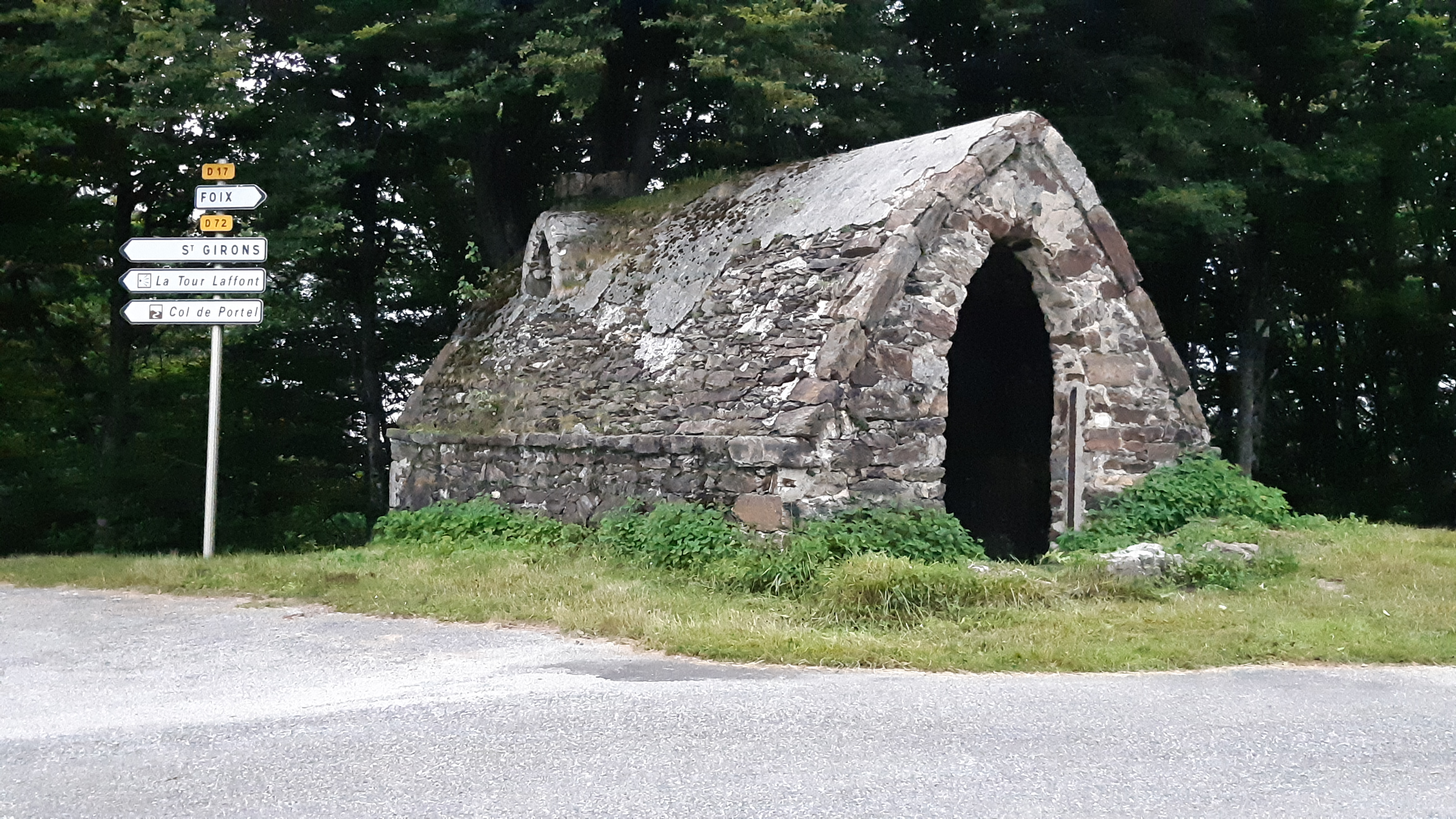
Col de Péguère : abri pastoral.
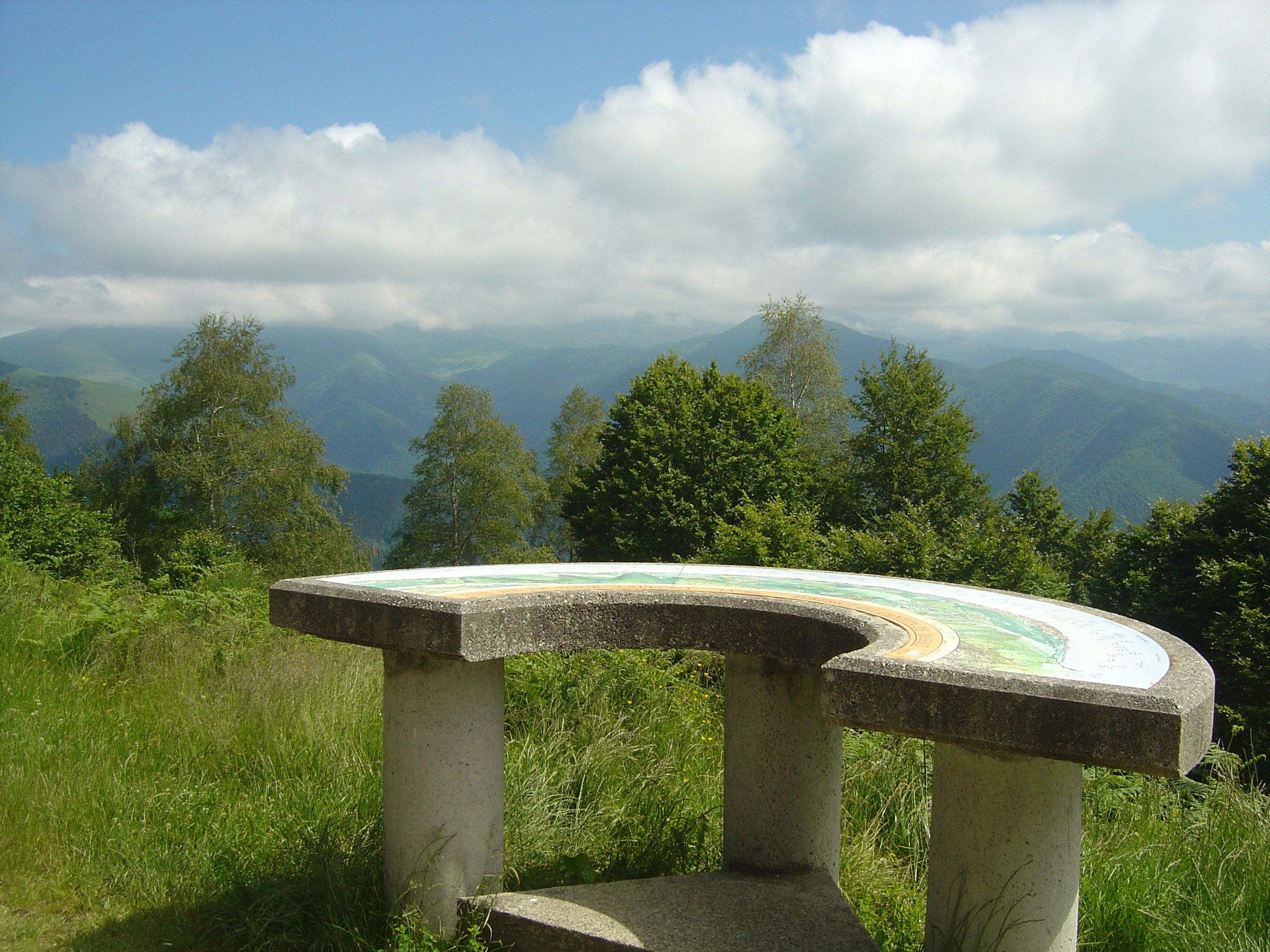
Table d'orientation.